# Lehmann
Lehmann ist ein deutscher Familienname.

## Herkunft und Bedeutung
Der Name leitet sich ab von mittelhochdeutsch lēhenman ‚Lehensmann, Inhaber eines Lehens; Lehenträger, dem Lehensherrn zinspflichtiger Hofbauer‘.
In Deutschland kommt der Name heute fast flächendeckend vor. Auch in der Deutschschweiz war er schon vor 1800 weit verbreitet (besonders Kantone Bern, Aargau und Zürich sowie Stadt St. Gallen) und tritt heute ebenfalls im gesamten Mittelland und nördlich des Juras auf.

## Häufigkeit
Der Name Lehmann belegt Platz 31 auf der Liste der häufigsten Familiennamen in Deutschland. Der Nachname ist in ganz Deutschland anzutreffen.
In der Schweiz ist Lehmann mit 9435 Vertretern der 35. häufigste Familienname in der Schweiz (Stand: 2022); davon alleine 3218 im Kanton Bern, wo Lehmann der zehnthäufigste Name des Kantons ist.

## Varianten
- Leemann (Deutschschweiz, vor allem Kanton Zürich[3])
- Lechmann (Deutschschweiz, Sumvitg GR[3])
- Leman
- Lemann
- Lehman

## Namensträger

### A
- Adolf Lehmann (1877–1954), deutscher Maler und Heimatkundler
- Adolph Lehmann (1828–1904), österreichischer Journalist
- Adrian Lehmann (1989–2024), Schweizer Marathonläufer
- Albert Lehmann (1840–1922), französischer Kunstsammler
- Albrecht Lehmann (* 1939), deutscher Volkskundler
- Alex Lehmann, US-amerikanischer Kameramann, Filmregisseur und Drehbuchautor
- Alexander Lehmann (Forschungsreisender) (1814–1842), deutschbaltischer Forschungsreisender und Geologe
- Alexander Lehmann (Meteorologe) (* 1968/1969), deutscher Meteorologe, Fernsehmoderator und Manager
- Alexander Lehmann (Grafiker) (* 1984), deutscher Grafiker und Videokünstler
- Alexandra Lehmann (* 2000), schweizerisch-kanadische Eishockeytorhüterin
- Alfred Lehmann (Politiker, 1867) (1867–1919), deutscher Mediziner, Winzer und Politiker, MdL
- Alfred Lehmann, bekannt als Alfred Lemm (1889–1918), deutscher Erzähler und Essayist
- Alfred Lehmann (Maler) (1899–1979), deutscher Maler der Stuttgarter Sezession
- Alfred Lehmann (Politiker, 1907) (1907–nach 1948), Schweizer Lehrer und Politiker
- Alfred Lehmann (Fußballspieler) (1911–nach 1950), deutscher Fußballspieler
- Alfred Lehmann (Politiker, 1950) (* 1950), deutscher Politiker (CSU), Oberbürgermeister von Ingolstadt 2002–2014
- Alfred Georg Ludvig Lehmann (1858–1921), dänischer Psychologe
- Alisha Lehmann (* 1999), Schweizer Fußballspielerin
- Almut Lehmann (* 1953), deutsche Eiskunstläuferin
- Andrea Lehmann (Malerin) (* 1975), deutsche Malerin
- Andrea Fenzau-Lehmann (* 1976), deutsche Segelfliegerin
- Andreas Lehmann (Komponist) (* 1979), deutscher Filmkomponist und Musikprogrammentwickler
- Andreas Lehmann-Wermser (* 1955), deutscher Musikpädagoge und Hochschullehrer
- Andreas C. Lehmann (* 1964), deutscher Musikwissenschaftler und Hochschullehrer
- Andrée Lehmann (1893–1971), französische Rechtsanwältin und Feministin
- Angelika Lehmann-Billaudelle (1920–1964), deutsche Bildhauerin
- Anika Lehmann (* 1985), deutsche Schauspielerin
- Anja Lehmann (* 1975), deutsche Sängerin
- Anna Lehmann (* 1975), deutsche Journalistin
- Anna Lehmann-Brauns (* 1967), deutsche Künstlerin
- Annagrete Lehmann (1877–1954), deutsche Pädagogin und Politikerin (DNVP), MdR
- Annelise Lehmann-Tovote (1908–1968), deutsche Fotografin
- Annemarie Lehmann (* 1938), deutsche Bogenschützin
- Annette Lehmann (Politikerin) (* 1964), deutsche Politikerin (CDU), MdL
- Annette Paschke-Lehmann (* 1958), deutsche Politikerin (Bündnis 90/Die Grünen)
- Annette Jael Lehmann (* 1965), deutsche Theaterwissenschaftlerin
- Anni Eisler-Lehmann (1904–1999), deutsche Sängerin (Alt), Schauspielerin und Stiftungsgründerin
- Antonio Lehmann (1871–1941), deutscher Verleger
- Ari Lehman (* 1965), US-amerikanischer Schauspieler und Musiker
- Armin Lehmann, deutscher Hörfunkmoderator
- Armin D. Lehmann (1928–2008), deutscher Autor und Friedensaktivist
- Arno Lehmann (Religionswissenschaftler) (1901–1984), deutscher Missionar, Religionswissenschaftler und Hochschullehrer
- Arno Lehmann (Künstler) (1905–1973), deutsch-österreichischer Keramiker, Maler und Bildhauer
- Arnold Lehmann-Richter (* 1974), deutscher Jurist, Rechtswissenschaftler und Hochschullehrer
- Aron Lehmann (* 1981), deutscher Filmregisseur
- Arthur Lehmann (Klavierbauer) (1861–1931), deutscher Klavierbauer
- Arthur Lehmann (Politiker, 1884) (1884–nach 1957), deutscher Politiker (SPD), Danziger Volkstagsabgeordneter
- Arthur Lehmann (Politiker, 1885) (1885–1945), deutscher Politiker (NSDAP), MdR
- Arthur Lehmann (Politiker, 1886) (1886–1966), deutscher Politiker (SPD), MdL Niedersachsen
- Arthur Lehmann (Politiker, IV), deutscher Politiker (LDP/LDPD), MdV
- Arthur Abraham Lehmann (1877–1948), deutscher Architekt
- Arthur-Heinz Lehmann (1909–1956), deutscher Schriftsteller
- Artur Lehmann (1895–1974), deutscher Politiker (KPD/SED) und Gewerkschafter
- August Lehmann (1909–1973), Schweizer Fußballspieler
- Augustus Frederick Lehmann (1826–1891), britisch-deutscher Geschäftsmann und Stahlfabrikant, Violinist und Politiker der Liberalen Partei
- Axel Lehmann (* 1966), deutscher Journalist und Politiker
- Axel P. Lehmann (* 1959), Schweizer Ökonom und Bankmanager

### B
- Barbara Lehmann, deutsche Journalistin
- Beata Lehmann (* 1965), deutsche Schauspielerin
- Beatrix Lehmann (1903–1979), britische Schauspielerin
- Ben Lehmann, deutscher Schauspieler
- Benjamin Lehmann (* 1988), deutscher Boulespieler
- Benno Lehmann (* 1985), deutscher Schauspieler, Synchronsprecher und -regisseur, Comedian, Puppenspieler und Moderator
- Bernd Lehmann (Fußballspieler) (* 1947), deutscher Fußballspieler
- Bernd Lehmann (Maueropfer) (1949–1968), deutsches Todesopfer an der Berliner Mauer
- Bernd Lehmann (Künstler, 1950) (* 1950), deutscher Radierer und Illustrator
- Bernd Lehmann (Lagerstättengeologe) (* 1950), deutscher Geologe und Hochschullehrer
- Bernd Lehmann (Geodät) (1951–2018), deutscher Geodät
- Bernd Lehmann (Künstler, 1952) (* 1952), deutscher Maler und Grafiker
- Bernd Lehmann (* 1966), deutscher Jazzmusiker, siehe Lömsch Lehmann
- Bernhard Lehmann (* 1948), deutscher Bobfahrer
- Bernhard G. Lehmann (1944–2021), deutscher Maler und Grafiker
- Bertha Lehmann-Filhés (1819–1887), deutsche Schriftstellerin
- Berthold Lehmann (1908–1996), deutscher Dirigent
- Björn Lehmann (* 1973), deutscher Pianist und Hochschulprofessor
- Blasius Lehmann (vor 1483–um 1543), deutscher Orgelbauer
- Brigitta Lehmann (* 1966), deutsche Kunstturnerin
- Bruno Lehmann (1896–1969), deutscher Fußballspieler

### C
- Carl Lehmann (Politiker) (1786–1870), bayerischer Beamter, Bürgermeister und Abgeordneter
- Carl Lehmann (Ingenieur) (1831–1874), deutscher Schiffbauer und Japanspezialist
- Carl Lehmann (Mediziner) (1865–1915), deutscher Arzt
- Carl Ferdinand Lehmann, Begründer der Orgelbauwerkstatt Gebr. Lehmann in Straupitz um 1857
- Carl Friedrich Lehmann-Haupt (1861–1938), deutscher Orientalist und Althistoriker
- Carl Gotthelf Lehmann (1812–1863), deutscher Chemiker und Physiologe
- Carl Peter Lehmann (1794–1876), dänisch-schwedischer Maler
- Carsten Lehmann (* 1961), deutscher Politiker (FDP)
- Caspar Lehmann, deutscher Orgelbauer
- Charlotte Lehmann (* 1938), deutsche Sängerin (Sopran) und Gesangspädagogin
- Christa Lehmann (Schauspielerin) (1921–1992), deutsche Schauspielerin
- Christa Lehmann (Serienmörderin) (* 1923), deutsche Serienmörderin
- Christian Lehmann (Pfarrer, 1611) (1611–1688), sächsischer Pfarrer und Chronist
- Christian Lehmann der Jüngere (auch Johann Christian Lehmann; 1642–1723), sächsischer Theologe
- Christian Lehmann (Kameramann) (1934–2023), deutscher Kameramann
- Christian Lehmann (Linguist) (* 1948), deutscher Sprachwissenschaftler
- Christian Lehmann (Komponist) (* 1954), deutscher Kirchenmusiker und Komponist
- Christian Lehmann (Musikwissenschaftler) (* 1966), deutscher Musikwissenschaftler und Autor
- Christian Lehmann (Pfarrer, 1978) (* 1978), deutscher Pfarrer und Autor
- Christian Gottfried Wilhelm Lehmann (1765–1823), deutscher evangelischer Geistlicher und Schulrektor
- Christian W. Lehmann (* 1964), deutscher Chemiker und Kristallograph
- Christina Lehmann (* 1951), deutsche Schachspielerin
- Christine Lehmann (* 1958), deutsche Schriftstellerin
- Christoph Lehmann (Schriftsteller) (1568–1638), deutscher Schriftsteller und Stadtschreiber
- Christoph Lehmann (Musiker) (1947–2024), deutscher Kirchenmusiker
- Christoph Lehmann (Skispringer) (* 1968), Schweizer Skispringer
- Cläre Lehmann (1874–1942), deutsche Pädagogin, Schulgründerin und Schulleiterin
- Claudia Lehmann (Synchronsprecherin) (* 1966), deutsche Synchronsprecherin und Schauspielerin
- Claudia Lehmann (Radsportlerin) (* 1973), deutsche Radrennfahrerin
- Claudia Lehmann (Filmemacherin) (* 1975), deutsche Filmemacherin, Autorin, Produzentin, Videokünstlerin und Performerin
- Claudia Lehmann (Beachvolleyballspielerin) (* 1985), deutsche Beachvolleyballspielerin
- Claudius Sieber-Lehmann (* 1956), Schweizer Historiker
- Cornelia Weber-Lehmann (* 1953), deutsche Klassische Archäologin und Etruskologin
- Csongor Lehmann (* 1999), ungarischer Du- und Triathlet

### D
- Daniel Lehmann (Informatiker), israelischer Informatiker
- Daniel Lehmann (Fußballspieler) (* 1971), deutscher Fußballspieler
- Daniel Lehmann (Koch) (* 1977), Schweizer Koch
- Dascha Lehmann (* 1974), deutsche Synchronsprecherin und Schauspielerin
- David Theodor Lehmann (1686–1715), deutscher Literaturwissenschaftler
- Detlef Lehmann (1934–1988), deutscher lutherischer Theologieprofessor
- Detlev Lehmann (* 1954), deutscher Politiker (SPD)
- Diana Lehmann (* 1983), deutsche Politikerin (SPD)
- Dieter Lehmann (MfS-Mitarbeiter) (1928–2013), deutscher Bezirksverwaltungsleiter im Ministerium für Staatssicherheit
- Dieter Lehmann (Politiker) (* 1929), deutscher Politiker (DDR-CDU)
- Dieter Lehmann (Fußballspieler) (* 1940), deutscher Fußballspieler
- Dietrich Lehmann (Mediziner) (1929–2014), deutscher Neurologe, Hochschullehrer und Künstler
- Dietrich Lehmann (Schauspieler) (* 1940), deutscher Schauspieler, Regisseur und Hörspielsprecher
- Dirk Lehmann (* 1971), deutscher Fußballspieler
- Dorothea Kobs-Lehmann (1930–2014), deutsche Künstlerin
- Doug Lehmann (1952–2014), australischer Unternehmer

### E
- Edeltraud Lehmann (* 1943), deutsche Keglerin im Behindertensport
- Edgar Lehmann (Geograph) (1905–1990), deutscher Geograph und Kartograph
- Edgar Lehmann (Kunsthistoriker) (1909–1997), deutscher Kunsthistoriker
- Eduard Lehmann (Jurist, 1882) (1882–1964), deutscher Jurist
- Eduard Lehmann (Jurist, 1916) (1916–1986), Schweizer Beamter
- Eduard Alfred Lehmann-Wittenberg (1889–1952), deutscher Kunstmaler
- Edvard Lehmann (1862–1930), dänischer Religionshistoriker
- Eero Lehmann (* 1974), deutscher Fechter
- Eike Lehmann (1940–2019), deutscher Ingenieur und Hochschullehrer
- Elias Lehmann (1633–1691), deutscher Mediziner
- Elisabeth Lehmann, Geburtsname von Elisabeth Tondeur (1840–1911), deutsche Schauspielerin
- Elisabeth Maria Lehmann, eigentlicher Name von Lilli Lehmann (1848–1929), deutsche Sängerin (Sopran) und Gesangspädagogin
- Elmar Lehmann (1940–2021), deutscher Anglist
- Else Lehmann (1866–1940), deutsche Schauspielerin
- Emil Lehmann (Übersetzer) (1823–1887), deutscher Jurist, Schriftsteller und Übersetzer
- Emil Lehmann (Politiker) (1829–1898), deutscher Politiker (DFP), MdL Sachsen
- Emil Lehmann (Volkskundler) (1880–1964), sudetendeutscher Volkskundler
- Emil Lehmann (Mineraloge) (1881–1981), deutscher Mineraloge und Hochschullehrer
- Erich Lehmann (Photochemiker) (1878–1942), deutscher Photochemiker und Hochschullehrer
- Erich Lehmann (Leichtathlet) (1890–1917), deutscher Leichtathlet
- Erich Lehmann (Fußballspieler, 1911) (1911–1989), deutscher Fußballspieler
- Erich Lehmann (Fußballspieler, 1916) (1916–??), deutscher Fußballspieler
- Erich Lehmann (Gewerkschafter), deutscher Gewerkschafter (FDGB)
- Erich Lehmann-Lukas (1887–1942), deutscher Kunsthistoriker, Autor und Kommunist, in Auschwitz ermordet
- Erich Leo Lehmann (1917–2009), US-amerikanischer Mathematiker
- Erik Lehmann (* 1984), deutscher Kabarettist, Kabarettautor und Regisseur
- Erik E. Lehmann (* 1963), deutscher Wirtschaftswissenschaftler und Hochschullehrer
- Ernst Lehmann (Pfarrer) (1861–1948), deutscher Pfarrer
- Ernst Lehmann (Konstrukteur) (1870–1924), deutscher Konstrukteur und Rennfahrer
- Ernst Lehmann (Biologe) (1880–1957), deutscher Botaniker und Hochschullehrer
- Ernst Lehmann (Historiker) (1906–1990), österreichischer Historiker und sudetendeutscher Volkstumskämpfer
- Ernst Lehmann (Widerstandskämpfer) (1908–1945), deutscher Politiker (SPD) und Widerstandskämpfer
- Ernst A. Lehmann (1886–1937), deutscher Luftschiffkapitän und -konstrukteur
- Ernst Herbert Lehmann (1908–1996), deutscher Zeitschriftenwissenschaftler
- Ernst Johann Traugott Lehmann (1777–1847), deutscher Mineraloge und Bergrechtler
- Ernst Paul Lehmann (1856–1934), deutscher Spielzeugfabrikant
- Eugen Lehmann (1862–1930), deutscher Lehrer und Archivar

### F
- Falk Lehmann (* 1977), deutscher Graffiti-Künstler, siehe Herakut
- Felix Lehmann (Musiker) (1882–1975), deutscher Kapellmeister und Jazzmusiker
- Felix Phönix Lehmann (* 1982), deutscher Schauspieler
- Ferdinand Lehmann (* 1994), deutscher Schauspieler
- Francine Lehmann (* 1977), Schweizer Sängerin und Komponistin, siehe Francine Jordi
- Frank Lehmann (Journalist) (* 1942), deutscher Wirtschaftsjournalist
- Frank Lehmann (Sportwissenschaftler) (* 1956), deutscher Sportwissenschaftler
- Frank Lehmann (Fußballspieler, 1959) (* 1959), deutscher Fußballspieler
- Frank Lehmann (Fußballspieler, 1989) (* 1989), deutscher Fußballtorwart
- Frank Lehmann-Horn (1948–2018), deutscher Neurophysiologe und Hochschullehrer
- Franz Lehmann (Agrarwissenschaftler) (1860–1942), deutscher Agrar- und Tierernährungswissenschaftler sowie Hochschullehrer
- Franz Lehmann (Mediziner) (1864–1936), deutscher Gynäkologe
- Franz Lehmann (Chemiker) (1881–1961), deutscher Pharmazeutischer Chemiker
- Franz Lehmann (Widerstandskämpfer) (1899–1945), deutscher Arbeiterfunktionär und Widerstandskämpfer
- Franz Lehmann (Radsportler) (1907–1951), deutscher Radrennfahrer
- Frederick William Lehmann (1853–1931), US-amerikanischer Jurist
- Friedrich von Lehmann (General) (1832–1914), deutscher Generalmajor
- Friedrich Lehmann (Architekt, 1869) (1869–1961), deutscher Architekt, Baubeamter und Stifter
- Friedrich Lehmann (Jurist) (1888–1960), deutscher Verwaltungsjurist
- Friedrich Lehmann (Architekt, 1889) (1889–1957), österreichischer Architekt
- Friedrich Lehmann (Landrat), deutscher Jurist, Amtshauptmann und Landrat
- Friedrich Lehmann (Fußballspieler) (* 1946), deutscher Fußballspieler
- Friedrich Adolph von Lehmann (1768–1841), deutscher Pianist, Komponist und Diplomat
- Friedrich Carl Lehmann (1850–1903), deutscher Botaniker
- Friedrich-Georg Lehmann (genannt Groeg; 1906–1995), deutscher Maler und Zeichner
- Friedrich Gottlob Lehmann (1805–1869), deutscher Textilfabrikant und Politiker
- Fritz Lehmann (Ökonom) (1901–1940), deutsch-US-amerikanischer Ökonom
- Fritz Lehmann (Dirigent) (1904–1956), deutscher Dirigent und Hochschullehrer
- Fritz Lehmann (Kameramann) (1912–2006), deutscher Kameramann
- Fritz Lehmann (Schauspieler) (1915–1999), österreichischer Schauspieler
- Fritz Erich Lehmann (1902–1970), Schweizer Zoologe und Entwicklungsbiologe

### G
- Gabriela Lehmann-Carli (* 1961), deutsche Slawistin
- Georg Lehmann (Theologe) (1616–1699), deutscher Theologe und Hochschullehrer
- Georg von Lehmann (1856–1936), k. und k. General der Kavallerie und Geheimer Rat
- Georg Lehmann (Politiker, 1870) (1870–1931), Oberbürgermeister von Plauen
- Georg Lehmann (Sportfunktionär) (1887–1974), deutscher Jurist und Sportfunktionär
- Georg Lehmann (Politiker, 1896) (1896–1956), deutscher Politiker (FDP), MdA
- Georg Lehmann (Politiker, 1900) (1900–1958), deutscher Politiker (SPD), MdL Niedersachsen
- Georg Lehmann-Fahrwasser (1887–1977), deutscher Maler
- Gerhard Lehmann (Philosoph) (1900–1987), deutscher Philosoph
- Gerhard Lehmann (Ingenieur) (1907–1986), deutscher Ingenieur und Hochschullehrer
- Gerhard Lehmann (Sportwissenschaftler) (* 1935), deutscher Judotrainer, Sportwissenschaftler und Rektor der Deutschen Hochschule für Körperkultur
- Gerhard Lehmann (Biologe) (* 1950), österreichischer Biologe und Libellenforscher
- Gerhard Lehmann (Astronom) (* 1960), deutscher Astronom
- Gerold Lehmann, Bankmanager
- Gertrud Lehmann-Waldschütz (1905–2001), deutsche Autorin
- Gottfried Arnold Lehmann (1766–1819), deutscher Kupferstecher
- Gottfried Wilhelm Lehmann (1799–1882), Gründervater der deutschen Baptisten
- Gottlieb Lehmann (1762–1824), preußischer Generalmajor
- Grit Lehmann (* 1976), deutsche Volleyballspielerin
- Gudrun Lehmann (* 1943), deutsche Politikerin
- Gunnar Lehmann (* 1993), deutscher Agrarwissenschaftler und Politiker (BSW)
- Günter Lehmann (Lebensmitteltechnologe) (1920–2015), deutscher Lebensmitteltechnologe
- Günter Lehmann (* 1939), deutscher Pädagoge und Hochschullehrer
- Gunther Lehmann (1897–1974), deutscher Arbeitsphysiologe
- Günther Lehmann (* 1941), deutscher Unternehmer
- Gustav Lehmann (Botaniker) (1853–1928), deutscher Pädagoge und Botaniker
- Gustav Lehmann (Politiker) (1855–1926), deutscher Journalist und Politiker (SPD)
- Gustav Lehmann (Maler) (1883–1914), österreichisch-deutscher Maler und Grafiker
- Gustav Lehmann (Ingenieur) (1891–1969), deutscher Ingenieur
- Gustav Adolf Lehmann (* 1942), deutscher Historiker
- Gustav Adolf Carl Lehmann (1846–1926), deutscher Wissenschaftler und Militärarchivar

### H
- Hannah Lehmann (* 2004), deutsche Fußballspielerin
- Hannelore Lehmann (1934–2004), deutsche Politikerin (SED)
- Hanns Lehmann (1908–1978), deutscher Geograf und Hochschullehrer
- Hans Lehmann (Kunsthistoriker) (1861–1946), Schweizer Kunsthistoriker und Museumsdirektor
- Hans Lehmann (Erfinder) (1875–1917), deutscher Feinmechaniker/Filmtechniker, Miterfinder/Entwickler der Zeitlupe bei Fa. Ernemann
- Hans Lehmann (ISK-Mitglied) (1900–1991), Mitglied des ISK, Emigrant, Redakteur, Mitglied der Geschäftsführung der Dreiturm-Seifenfabrik (siehe: Lehrer der Pestalozzischule Buenos Aires)
- Hans Lehmann (Politiker) (1901–1976), deutscher Politiker (SPD)
- Hans Lehmann (Filmproduzent) (1906–1983), deutscher Filmproduktionsleiter und Filmproduzent
- Hans Lehmann (Offizier) (* 1931), deutscher Brigadegeneral
- Hans-Albrecht Lehmann (1894–1976), deutscher Generalmajor
- Hans Alexander Lehmann (1875–1930), deutscher Bankier
- Hans-Georg Lehmann (1928–2005), deutscher Politiker (LDPD)
- Hans Georg Lehmann (1935–2016), deutscher Politikwissenschaftler
- Hans Günther Lehmann (1899–1976), deutscher Maler
- Hans Leo Lehmann (1907–1992), deutsch-britischer Chemiker, Lokalhistoriker und Gemeindeführer
- Hans M. Lehmann (1909–1999), deutscher Publizist
- Hans-Peter Lehmann (1934–2025), deutscher Regisseur und Intendant
- Hans-Thies Lehmann (1944–2022), deutscher Germanist, Komparatist und Theaterwissenschaftler
- Hans Ulrich Lehmann (1937–2013), Schweizer Komponist
- Hans-Ulrich Lehmann (* 1959), Schweizer Unternehmer und Eishockeyfunktionär
- Hanzo Lehmann (um 1690–um 1721), sorbischer Bauernführer
- Harry Lehmann (Physiker) (1924–1998), deutscher Physiker
- Harry Lehmann (Systemanalytiker) (* 1954), Physiker und System-Analytiker
- Harry Lehmann (Philosoph) (* 1965), deutscher Philosoph
- Hartmut Lehmann (* 1936), deutscher Historiker
- Hayum Lehmann (um 1822–1855), deutschamerikanischer Geschäftsmann, Gründer von Lehmann Brothers, siehe Henry Lehman
- Heinrich Lehmann (Baumeister) (1856–1919), deutscher Baumeister und Kommunalpolitiker
- Heinrich Lehmann (Volksschullehrer) (1869–1933), deutscher Lehrer und Verfasser mehrerer Wanderbücher über den Deister
- Heinrich Lehmann (Jurist) (1876–1963), deutscher Rechtswissenschaftler und Hochschullehrer
- Heinrich Lehmann (Kriegsverbrecher) (1904–1957), deutscher Angeklagter im Krupp-Prozess
- Heinrich Lehmann-Willenbrock (1911–1986), deutscher Marineoffizier
- Heinrich Franz Lehmann (1764–1846), deutscher Kaufmann und Bankier
- Heinrich Ludwig Lehmann (1754–1828), deutscher Journalist
- Heinrich Otto Lehmann (1852–1904), deutscher Rechtswissenschaftler, Rechtshistoriker und Hochschullehrer
- Heinrich Wilhelm Lehmann (1799–1866), königlich preußischer Generalmajor
- Heinz Lehmann (Historiker) (1907–1985), deutscher Historiker und Anglist
- Heinz Lehmann (Gewerkschafter), deutscher Gewerkschafter und Politiker, MdL Sachsen
- Heinz Lehmann (Politiker, 1919) (1919–2008), deutscher Politiker (LDPD), MdV
- Heinz Lehmann (Schachspieler) (1921–1995), deutscher Schachspieler
- Heinz Lehmann (Fußballspieler) (1921–2002), deutscher Fußballspieler
- Heinz Lehmann (Politiker, 1951) (* 1951), deutscher Politiker (CDU), MdL Sachsen
- Heinz Lehmann (Leichtathlet) (* 1973), Schweizer Langstreckenläufer
- Heinz E. Lehmann (1911–1999), kanadischer Psychiater
- Heinz-Günther Lehmann (1923–2006), deutscher Schwimmer
- Helge Lehmann (* 1964), deutscher Autor
- Hellmut Lehmann-Haupt (1903–1992), deutscher Buchwissenschaftler und Autor
- Hellmuth Lehmann (1896–1946), deutscher Arzt, Homöopath und Museumskustos
- Helma Lehmann (* 1953), deutsche Ruderin
- Helmer-Christoph Lehmann (1935–2022), deutscher Probst und Bürgerrechtler
- Helmut Lehmann (Politiker) (1882–1959), deutscher Politiker (SPD, SED)
- Helmut Lehmann (Maschinenbauingenieur) (1918–2010), deutscher Ingenieur
- Helmut Lehmann (Radsportler) (* 1935), deutscher Radrennfahrer
- Henni Lehmann (1862–1937), deutsche Künstlerin
- Henri Lehmann (1814–1882), französischer Maler
- Henri Lehmann (Archäologe) (1905–1991), deutsch-französischer Altamerikanist
- Herbert Lehmann (Maler) (1890–nach 1945), deutscher Maler und Illustrator
- Herbert Lehmann (Politiker) (1900–nach 1947), deutscher Politiker (NSDAP)
- Herbert Lehmann (Geograph) (1901–1981), deutscher Geograph
- Herbert Lehmann (Pharmazeut) (Herbert Viktor Lehmann) (1912–1993), deutscher, später in Israel, Apotheker, Pharmazeut
- Herbert Lehmann (Gartenleiter), deutscher Gartenleiter
- Herbert Friedrich Richard Lehmann (1893–nach 1944), deutscher Landrat
- Herman Lehmann (1859–1932), US-amerikanisches Entführungsopfer
- Hermann Lehmann (Biochemiker) (1910–1985), britischer Biochemiker und Humangenetiker
- Hermann Lehmann (SS-Mitglied), deutscher SS-Obersturmbannführer
- Hermann Lehmann (Fußballspieler), deutscher Fußballspieler
- Hermann Lehmann (Wirtschaftswissenschaftler) (* 1936), deutscher Wirtschaftswissenschaftler und Historiker
- Hermann Lehmann (Politiker) (* 1950), deutscher Politiker (NPD)
- Hermann Lehmann-Facius (1899–1960), deutscher Neurologe und Pathologe
- Hermann Friedrich Christoph Lehmann (1821–1879), deutscher Philologe, Pädagoge und Historiker
- Hinrich Lehmann-Grube (1932–2017), deutscher Politiker (SPD)
- Holker Lehmann (* 1957), deutscher Biathlet
- Hope Bridges Adams Lehmann (1855–1916), deutsche Gynäkologin
- Horst Lehmann (1929–2016), deutscher Politiker, Oberbürgermeister von Stralsund
- Horst Lehmann (Fußballspieler) (* 1929), deutscher Fußballspieler

### I
- Ida Schwetz-Lehmann (1883–1971), österreichische Keramikerin
- Ina Lehmann (* 1990), deutsche Fußballspielerin
- Inge Lehmann (1888–1993), dänische Seismologin
- Ingmar Lehmann (* 1946), deutscher Mathematiker
- Ingo Lehmann (Politiker, 1950) (* 1950), deutscher Politiker (SPD), Bürgermeister von Landsberg am Lech
- Ingo Lehmann (Politiker, 1971) (* 1971), deutscher Politiker (SPD), Bürgermeister von Kulmbach
- Ingrid Lehmann, deutsche Eiskunstlauf-Trainerin
- Irina Lehmann, deutsche Immunologin
- Issachar Berend Lehmann (1661–1730), deutscher Bankier

### J
- Jacob Heinrich Wilhelm Lehmann (1800–1863), deutscher Astronom
- Jakob Lehmann († 1621), Dresdner Bürgermeister
- Jan Lehmann (Bobfahrer), deutscher Bobfahrer
- Jan Lehmann (Sportfunktionär), deutscher Funktionär, Vorstand des 1. FSV Mainz 05
- Jan Lehmann (Politiker) (* 1971), deutscher Politiker (SPD), MdA Berlin
- Jan Lehmann (Komponist) (* 1971), deutscher Filmkomponist
- Jani Lehmann (* 1948), deutscher Kontrabassist des Gypsy-Jazz
- Jean Lehmann (1885–1969), Schweizer Maler und Grafiker
- Jens Lehmann (Radsportler) (* 1967), deutscher Radsportler und Politiker (CDU)
- Jens Lehmann (Künstler) (* 1968), deutscher Künstler
- Jens Lehmann (* 1969), deutscher Fußballtorwart
- Jens Lehmann (Paläontologe) (* 1969), deutscher Paläontologe und Hochschullehrer
- Jens Lehmann (Jurist) (* 1971), Präsident des Landeskirchenamt der ev.luth.Landeskirche Hannovers
- Jens Lehmann (Informatiker) (* 1982), deutscher Informatiker
- Joachim Lehmann (Richter) (1909–1979), deutscher Richter
- Joachim Lehmann (Fußballspieler) (* 1930), deutscher Fußballspieler in der DDR
- Joachim Lehmann (Maler) (1935–2000), deutscher Pfarrer, Maler, Grafiker und Lyriker
- Joachim Lehmann (Historiker) (* 1941), deutscher Historiker
- Johann August Lehmann (1802–1883), deutscher Philologe
- Johann Carl Lehmann (1885–1950), deutscher Chirurg und Hochschullehrer
- Johann Carl Christoph Lehmann (vor 1814–1860), deutscher Homöopath und Hofrat
- Johann Carl Rudolph Lehmann (1812–1871), deutscher Arzt und Malakologe
- Johann Christian Lehmann (1642–1723), deutscher Theologe, siehe Christian Lehmann der Jüngere
- Johann Christian Lehmann (Naturwissenschaftler) (1675–1739), deutscher Naturwissenschaftler und Hochschullehrer
- Johann Christian von Lehmann (1756–1804), deutscher Mineraloge und Diplomat
- Johann Friedrich Lehmann (1781–1831), deutscher Mediziner und Botaniker
- Johann Georg von Lehmann (1688–1750), deutscher Generalmajor
- Johann Georg Lehmann (Geodät) (1765–1811), deutscher Geodät, Kartograph und Mathematiker
- Johann Georg Lehmann (Historiker) (1797–1876), deutscher Historiker
- Johann Georg Christian Lehmann (1792–1860), deutscher Botaniker
- Johann Georg Gottlieb Lehmann (1745/1746–1816), deutscher Sänger, Organist und Komponist
- Johann Gottlieb Lehmann (Jurist) (1778–1852), deutscher Jurist
- Johann Gottlieb Lehmann (Politiker) (1781–1853), deutscher Jurist und Oberbürgermeister von Frankfurt (Oder)
- Johann Gottlieb Lehmann (Philologe) (1782–1837), deutscher Philologe und Pädagoge
- Johann Gottlieb Lehmann (Komponist) (1821–1879), deutscher Komponist, Pädagoge und Musikschriftsteller, Hrsg. der Philomusos
- Johann Gottlob Lehmann (1719–1767), deutscher Mediziner, Mineraloge und Geologe
- Johann Matthäus von Lehmann (1778–1853), Politiker und Präsident des Staatsrates des Großherzogtums Hessen
- Johann Traugott Lehmann (* um 1782), Musikpädagoge und Herausgeber von Gitarrenmusik beim Friedrich Hofmeister Musikverlag
- Johann Ulrich Lehmann (1817–1876), Schweizer Politiker
- Johannes Lehmann (Journalist) (1929–2011), deutscher Journalist und Sachbuchautor
- Johannes Lehmann (Bodenkundler), deutsch-amerikanischer Bodenkundler
- Johannes Lehmann-Hohenberg (1851–1925), deutscher Geologe und Gesellschaftskritiker
- Johannes Christian Eugen Lehmann (1826–1901), deutscher Jurist und Politiker, MdHB
- Johannes F. Lehmann (* 1966), deutscher Germanist und Hochschullehrer
- John Lehmann (1907–1987), britischer Dichter und Verleger
- Jon Lehmann (1865–1913), deutscher Schriftsteller und Zeitungsverleger
- Jörg Lehmann (Brauer) (* 1969), deutscher Brauwissenschaftler und Präsident des Deutschen Brauer-Bundes
- Jörg Lehmann (Radsportler) (* 1987), deutscher Radrennfahrer
- Josef Lehmann (Pädagoge) (1838–1911), österreichischer Pädagoge und Verfasser mehrerer Sprachunterrichtswerke
- Joseph Lehmann (Schriftsteller) (1801–1873), deutscher Schriftsteller, Journalist, Literaturkritiker, Übersetzer, Kaufmann und Direktor der Niederschlesischen Eisenbahn
- Joseph Lehmann (Theologe) (auch Josef Lehmann; 1832–1907), deutscher baptistischer Theologe, Schriftsteller und Lehrer
- Joseph Lehmann (Rabbiner) (1872–1933), deutscher Rabbiner
- Julia Lehmann (* 1984), deutsche Fernsehmoderatorin und Reporterin
- Julius Lehmann (Jurist) (1884–1951), Juraprofessor und Rechtsanwalt in Frankfurt am Main; 1933 Berufsverbot und Emigration in die Schweiz
- Julius Lehmann (Fußballspieler) (1914–nach 1941), deutscher Fußballspieler, 1942 deportiert und ermordet
- Julius Carl Lehmann (1807–1889), Stadtgerichtsrat am Kammergericht in Berlin
- Julius Friedrich Lehmann (1864–1935), deutscher Verleger medizinischer, völkischer und rassistischer Literatur
- Jürgen Lehmann (Schriftsteller) (* 1934), deutscher Schriftsteller
- Jürgen Lehmann (Germanist) (* 1940), deutscher Sprach- und Kulturwissenschaftler
- Jürgen Lehmann (Jurist) (* 1957), deutscher Jurist und Hochschullehrer
- Jürgen Lehmann (Schauspieler) (* 1975), deutscher Schauspieler
- Jürgen M. Lehmann (1937–2022), deutscher Kunsthistoriker

### K
- Kai Lehmann (* 1971), deutscher Historiker und Museumsdirektor
- Karl Lehmann (General) (1853–1916), österreichischer Feldmarschallleutnant
- Karl Lehmann (Jurist) (1858–1918), deutscher Rechtswissenschaftler und Hochschullehrer
- Karl Lehmann (Politiker) (1879–1961), deutscher Politiker (CNBL)
- Karl Lehmann (Archäologe) (auch Karl Lehmann-Hartleben; 1894–1960), deutsch-amerikanischer Archäologe
- Karl Lehmann (Maler) (1902–1967), Schweizer Maler
- Karl Lehmann (1936–2018), deutscher Geistlicher, Bischof von Mainz, Kardinal
- Karl August Lehmann (Sänger) (um 1805–1867), deutscher Opernsänger (Tenor), Gesangspädagoge und Regisseur
- Karl August Lehmann (Jurist) (1833–1909), deutscher Richter und Politiker
- Karl Bernhard Lehmann (1858–1940), deutscher Arzt, Bakteriologe und Professor der Hygiene
- Karl Friedrich August Lehmann (1843–1893), deutscher Kurzschrifterfinder
- Karl-Heinz Lehmann (Politiker) (1936–2018), deutscher Politiker, Oberbürgermeister von Calw
- Karl-Heinz Lehmann (Judoka) (* 1957), deutscher Judoka
- Karl Heinz Lehmann (1949–2023), deutscher Sänger und Gitarrist, siehe Charly Marks
- Karl Otto Lehmann (1903–1976), deutscher Hochschullehrer für Elektrotechnik
- Karsten Lehmann (* 1982), deutscher Badmintonspieler
- Katharina Lehmann (* 1967), deutsche Schauspielerin
- Katharina Lehmann (Künstlerin) (* 1984), deutsch-russische Künstlerin
- Kathrin Lehmann (Journalistin) (* 1963), deutsche Journalistin und Medienberaterin
- Kathrin Lehmann (Sportlerin) (* 1980), Schweizer Fußballspielerin und Eishockeyspielerin
- Kevin David Lehmann (* 2002), deutscher Unternehmersohn und Milliardär
- Kevin K. Lehmann (* 1955), US-amerikanischer Chemiker
- Klaus Lehmann (Künstler) (1927–2016), deutscher Keramiker und Bildhauer
- Klaus Lehmann (Illustrator) (* 1934), deutscher Grafiker und Fotograf, Karl-May-Illustrator
- Klaus Lehmann (Fußballspieler) (* 1939), deutscher Fußballspieler
- Klaus Lehmann (Schauspieler) (* 1959), deutscher Schauspieler
- Klaus A. Lehmann (* 1947), deutscher Chemiker, Arzt und Hochschullehrer
- Klaus-Dieter Lehmann (* 1940), deutscher Bibliothekar
- Klaus M. Lehmann (1938–2017), deutscher Zahnmediziner
- Kurt Lehmann (Pfarrer) (1892–1963), deutscher evangelischer Theologe, Pfarrer und Verfolgter des NS-Regimes
- Kurt Lehmann (Bildhauer) (1905–2000), deutscher Bildhauer
- Kurt Lehmann (Widerstandskämpfer, 1906–1944), deutscher Kommunist aus Berlin
- Kurt Lehmann (Widerstandskämpfer, 1906–1987), deutscher Kommunist aus Barmen
- Kurt Lehmann, Geburtsname von Konrad Merz (1908–1999), deutsch-niederländischer Schriftsteller
- Kurt Lehmann (Fußballspieler, 1916) (1916–??), deutscher Fußballspieler
- Kurt Lehmann (Fußballspieler, 1921) (1921–1996), deutscher Fußballspieler

### L
- Lars Lehmann (Maler) (* 1967), deutscher Maler
- Lars Lehmann (Segelflieger), deutscher Segelflieger
- Lars Lehmann (Musiker) (* 1972), deutscher Bassist und Journalist
- Lars Lehmann (Rollstuhlbasketballspieler) (* 1977), deutscher Rollstuhlbasketballspieler
- Lasse Lehmann (* 1996), deutscher Fußballspieler
- Lennox Lehmann (* 2005), deutscher Motorradrennfahrer
- Leo Lehmann (1782–1859), deutscher Maler und Lithograf
- Leo Lehmann (Autor) (1926–2005), deutsch-britischer Schriftsteller
- Leo Mittelholzer-Lehmann (1923–2013), Schweizer Veterinärmediziner und Politiker
- Leonhard Lehmann (* 1947), deutscher Theologe
- Lilli Lehmann (Elisabeth Maria Lehmann; 1848–1929), deutsche Sängerin (Sopran) und Gesangspädagogin
- Liza Lehmann (1862–1918), englische Komponistin, Sängerin und Pianistin
- Lömsch Lehmann (* 1966), deutscher Jazzmusiker
- Lothar Lehmann (Maueropfer) (1942–1961), deutsches Todesopfer an der Berliner Mauer
- Lothar Lehmann (Fußballspieler) (* 1946), deutscher Fußballspieler
- Lotte Lehmann (1888–1976), deutschamerikanische Sängerin (Sopran)
- Lotte Lehmann (Schwimmerin) (1906–nach 1928), deutsche Schwimmerin
- Louise Lehmann (1818–1854), deutsche Opernsängerin (Sopran), siehe Louise Methfessel
- Lucas Lehmann (* 1989), deutscher Florettfechter
- Ludwig Lehmann (1802–1877), deutscher Unternehmer und Bankier
- Ludwig Lehmann (Pfarrer) (1867–1947), deutscher Pfarrer und Schriftsteller
- Lutz Lehmann (Journalist) (1927–2019), deutscher Journalist
- Lutz Lehmann (Geograph) (1933–2015), deutscher Geograph und Hochschullehrer
- Lutz Lehmann (Entomologe) (1963–2011), deutscher Lepidopterologe
- Lutz Lehmann (Radsportler) (* 1963), deutscher Radsportler

### M
- Maike Lehmann (* 1978), deutsche Historikerin und Hochschullehrerin für Osteuropäische Geschichte
- Manfred Lehmann (* 1945), deutscher Schauspieler und Synchronsprecher
- Marc Lehmann (* 1970), Schweizer Journalist und Moderator
- Marcel Lehmann (* 1953), deutscher Musikpädagoge, Liedtexter und Komponist
- Marco Lehmann (Basketballspieler) (* 1993), Schweizer Basketballspieler
- Marco Lehmann (Eishockeyspieler) (* 1999), Schweizer Eishockeyspieler
- Marco Lehmann-Waffenschmidt (* 1956), deutscher Wirtschaftswissenschaftler und Hochschullehrer
- Marcus Lehmann (auch Markus Lehmann, Meïr Lehmann; 1831–1890), deutscher Rabbiner
- Maren Lehmann (* 1966), deutsche Soziologin
- Marie Lehmann (1851–1931), deutsche Opernsängerin
- Mario Lehmann (* 1970), deutscher Politiker (AfD)
- Markus Lehmann (Politiker) (* 1955), Schweizer Politiker (CVP)
- Markus Lehmann (Pokerspieler) (* 1961), deutsch-österreichischer Unternehmer und Pokerspieler
- Markus Lehmann-Horn (* 1977), deutscher Komponist
- Martha Stern-Lehmann (1883–nach 1953), deutsche Sängerin (Sopran)
- Martin Lehmann (Jurist) (* 1955), deutscher Jurist und ehemaliger Richter am Bundesgerichtshof
- Martin Lehmann (Chorleiter) (* 1973), deutscher Chordirigent
- Martin Lehmann-Steglitz (1884–1949/1950), deutscher Maler, Gebrauchsgrafiker und Kunsthandwerker
- Martin B. Lehmann (1963–2011), Schweizer Politiker (SP)
- Martin Christian Gottlieb Lehmann (1775–1856), deutsch-dänischer Jurist und Naturforscher
- Mathilde Lehmann (1917–2007), deutsche Politikerin (SPD)
- Matthias Lehmann (Jurist) (* 1972), deutscher Rechtswissenschaftler und Hochschullehrer
- Matthias Lehmann (Grafiker, 1978) (* 1978), französisch-brasilianischer Grafiker und Comic-Künstler
- Matthias Lehmann (Grafiker, 1983) (* 1983), deutscher Illustrator und Comic-Künstler
- Matthias Lehmann (* 1983), deutscher Fußballspieler
- Maurice Lehmann (1895–1974), französischer Regisseur, Theaterleiter, Produzent und Schauspieler
- Max Lehmann (Historiker) (1845–1929), deutscher Historiker
- Max Lehmann (Schauspieler), deutscher Schauspieler der Stummfilmzeit
- Max Lehmann (SA-Mitglied) (1892–nach 1944), deutscher SA-Gruppenführer
- Max Lehmann (1906–2009), schweizerisch-französischer Fußballspieler, siehe Maxime Lehmann
- Max Rudolf Lehmann (1886–1965), deutscher Wirtschaftswissenschaftler
- Maxime Lehmann (1906–2009), schweizerisch-französischer Fußballspieler
- Michael Lehmann (Pädagoge) (1827–1903), deutscher Schriftsteller, Organist und Komponist
- Michael Lehmann (Rechtswissenschaftler) (* 1949), deutscher Rechtswissenschaftler
- Michael Lehmann (Regisseur) (* 1957), US-amerikanischer Regisseur
- Michael Lehmann (Moderator), deutscher Radio-Moderator
- Michael Lehmann (Produzent), deutscher Fernsehproduzent und Medienmanager
- Michael Lehmann (Fußballspieler) (* 1984), deutscher Fußballspieler
- Michael Gottlieb Lehmann (1611–1663), evangelischer Pfarrer und Lieddichter
- Miriam Lehmann-Haupt (1904–1981), österreichisch-amerikanische Schauspielerin
- Monika Lehmann (* 1972), Schweizer Triathletin
- Monika Lehmann-Wirth (* 1959), Schweizer Politikerin (CVP)
- Moritz Lehmann (Bühnenbildner) (1819–1877), deutscher Maler und Bühnenbildner
- Moritz Lehmann (Politiker), deutscher Politiker, MdL Sachsen
- Moritz Lehmann (Schauspieler) (* 1993), deutscher Schauspieler
- Moritz Lehmann (Skispringer) (* 2002), deutscher Skispringer

### N
- Nadine Lehmann (* 1990), Schweizer Curlerin
- Nale Lehmann-Willenbrock (* 1982), deutsche Organisationspsychologin
- Nanette Lehmann (1920–1999), deutsche Künstlerin
- Nick Lehmann (* 1999), deutscher Handballspieler
- Niclas Lehmann (* 2001), deutscher Segler
- Nikolaus Joachim Lehmann (1921–1998), deutscher Informatiker
- Nils Lehmann (* 1968), deutscher Handballtrainer und -spieler
- Nils Lehmann-Franßen (* 1957), deutscher Jurist, Anwalt, Rechtswissenschaftler und Hochschullehrer
- Norbert Lehmann (* 1960), deutscher Journalist

### O
- Ole Lehmann (* 1969), deutscher DJ, Musicaldarsteller, Comedian und Autor
- Orla Lehmann (1810–1870), dänischer Jurist und Politiker
- Oskar Lehmann (Herausgeber) (1858–1928), deutscher Drucker, Journalist, Herausgeber („Der Israelit“) und Schriftsteller
- Oskar Lehmann (Unternehmer) (* 1938), deutscher Unternehmer und Firmengründer
- Otto Lehmann (Physiker) (1855–1922), deutscher Physiker
- Otto Lehmann (Museumsleiter) (1865–1951), deutscher Museumsdirektor
- Otto Lehmann (Geograph) (1884–1941), österreichischer Geograph
- Otto Lehmann (Filmproduzent) (1889–1968), deutscher Filmproduktionsleiter
- Otto Lehmann (Politiker) (1892–1973), deutscher Politiker (NSDAP)
- Otto Lehmann (Widerstandskämpfer) (1900–1936), deutscher Widerstandskämpfer
- Otto Lehmann (Radioreporter) (1906–1960), Schweizer Radioreporter
- Otto Lehmann (Gewerkschafter) (1913–1991), deutscher Politiker (SED) und Gewerkschaftsfunktionär (FDGB)
- Otto Lehmann (Maler) (1943–2021), Schweizer Maler und Zeichner
- Otto Lehmann-Brockhaus (1909–1999), deutscher Kunsthistoriker
- Otto Lehmann-Rußbüldt (1873–1964), deutscher Pazifist und Publizist
- Otto F. Lehmann (?–1954), deutscher Filmindustriemanager

### P
- Paul Lehmann (Geograph) (Friedrich Wilhelm Paul Lehmann; 1850–1930), deutscher Geograph und Hochschullehrer
- Paul Lehmann (Politiker, 1865) (1865–1922), deutscher Gutspächter und Politiker (NLP), MdR
- Paul Lehmann (Verleger) (1875–1928), deutscher Verleger
- Paul Lehmann (Politiker, 1883) (1883–1961), deutscher Politiker (SPD/SED), MdPL Hannover und Niederschlesien und Bürgermeister von Wurzen
- Paul Lehmann (Altphilologe) (1884–1964), deutscher Altphilologe
- Paul Lehmann (Offizier) (1886–1972), deutscher Offizier
- Paul Lehmann (Politiker, 1888) (1888–nach 1949), deutscher Gewerkschafter und Politiker (SPD/SED), MdL Preußen und Sachsen
- Paul Lehmann (Theologe) (Paul Louis Lehmann; 1906–1994), US-amerikanischer Theologe
- Paul Lehmann (Rennfahrer), Schweizer Motorradrennfahrer
- Paul Lehmann (Fußballspieler, 1923) (1923–2009), deutscher Fußballspieler
- Paul Lehmann (Szenenbildner) (1923–2022), deutscher Bühnen- und Szenenbildner
- Paul Lehmann (1924–2016), Schweizer Maler und Zeichner, siehe Pole Lehmann
- Paul Lehmann (Fußballspieler, 2004) (* 2004), deutscher Fußballspieler
- Paul Lehmann-Brauns (1885–1970), deutscher Maler
- Paulus Johannes Lehmann (1929–2014), deutscher Ökologe
- Percy Lehmann (1953–2023), deutscher Dermatologe und Hochschullehrer
- Peter von Lehmann (1814–1904), deutscher General und Numismatiker
- Peter Lehmann (Bildhauer) (1921–1995), deutscher Bildhauer
- Peter Lehmann (Winzer) (1930–2013), australischer Winzer
- Peter Lehmann (Schauspieler) (* 1943), chilenischer Schauspieler deutscher Herkunft
- Peter Lehmann (Eishockeyspieler) (* 1946), Schweizer Eishockeyspieler
- Peter Lehmann (Verleger) (* 1950), deutscher Pädagoge, Sachbuchautor (Psychiatrie) und Verleger
- Peter Lehmann (Informatiker) (* 1961), deutscher Wirtschaftsinformatiker
- Peter Lehmann (Politiker) (* 1982), deutscher Politiker (Bündnis 90/Die Grünen)
- Peter Ambrosius Lehmann (1663–1729), deutscher Schriftsteller
- Petra Lehmann (Tennisspielerin), deutsche Tennisspielerin
- Petra Karin Lehmann, Geburtsname von Petra Kelly (1947–1992), deutsche Politikerin (Die Grünen) und Aktivistin
- Pole Lehmann (Paul Lehmann; 1924–2016), Schweizer Maler und Zeichner

### R
- Rainer Lehmann (Handballspieler) (* 1946), deutscher Handballspieler
- Rainer Lehmann (* 1959), deutscher Grafiker und Objektkünstler
- Rainer-Michael Lehmann (* 1960), deutscher Politiker (LDPD, FDP, SPD)
- Ralf Lehmann (* 1960), deutscher Fußballspieler
- Ralf-Jürgen Lehmann (1933–2015), deutscher Gebrauchsgrafiker und Illustrator
- Regina Hofmann-Lehmann (* 1962), Schweizer Tiermedizinerin und Hochschullehrerin für Labormedizin
- Reinhard G. Lehmann (* 1955), deutscher (evangelischer) Theologe, Althebraist und Epigraphiker
- Reinhold Lehmann (* 1950), deutscher Geograf, Vermessungsingenieur und Buchautor
- Richard Lehmann (Geograph) (1845–1942), deutscher Geograph und Hochschullehrer
- Richard Lehmann (Industrieller) (1864–1943), deutscher Ingenieur und Industrieller
- Richard Lehmann (Widerstandskämpfer) (1900–1945), deutscher Widerstandskämpfer
- Richard Lehmann (Februarkämpfer) (1911–1934), österreichischer Widerstandskämpfer
- Robert von Lehmann (1818–1878), hessischer Oberförster und Abgeordneter der 2. Kammer der Landstände des Großherzogtums Hessen
- Robert Lehmann (Komponist) (1841–1912), deutscher Komponist
- Robert Lehmann (SS-Mitglied) (1910–1973), deutscher SS-Hauptsturmführer
- Robert Lehmann (Funktionär) (1910–1993), deutscher Politiker (KPD, SED) und Funktionär
- Robert Lehmann (Chemiker) (* 1982), deutscher Chemiker
- Robert Lehmann (Rugbyspieler) (* 1996), deutscher Rugbyspieler
- Robert Lehmann-Dolle (* 1984), deutscher Eisschnellläufer
- Robert Lehmann-Nitsche (1872–1938), deutscher Ethnologe
- Robert Marc Lehmann (* 1983), deutscher Meeresbiologe
- Rosamond Lehmann (1901–1990), englische Schriftstellerin
- Rolf Lehmann (Maler) (1930–2005), Schweizer Maler und Illustrator
- Rolf Lehmann (General) (1934–2005), deutscher Offizier
- Rolf Lehmann (Politiker) (* 1937), deutscher Politiker (SPD)
- Rolf Lehmann (Kabarettist) (* 1968), österreichischer Kabarettist
- Rudi Lehmann (1908–1982), deutscher Maler
- Rudolf Lehmann (Maler) (1819–1905), deutsch-englischer Maler
- Rudolf Lehmann (Ingenieur) (1842–1914), deutscher Ingenieur und Lehrer
- Rudolf Lehmann (Pädagoge) (1855–1927), deutscher Pädagoge
- Rudolf Lehmann (Ethnologe) (1887–1969), deutscher Ethnologe und Religionswissenschaftler
- Rudolf Lehmann (Richter) (1890–1955), deutscher Jurist, Offizier und Militärrichter
- Rudolf Lehmann (Historiker) (1891–1984), deutscher Historiker (Niederlausitz)
- Rudolf Lehmann (Heimatforscher) (1909–1996), deutscher Lehrer und Heimatforscher
- Rudolf Lehmann (SS-Mitglied) (1914–1983), deutscher SS-Standartenführer
- Rudolf Lehmann-Filhés (1854–1914), deutscher Mathematiker und Astronom
- Rudolf Chambers Lehmann (1856–1929), englischer Schriftsteller
- Ruth Lehmann (* 1955), deutsch-amerikanische Biologin
- Ruth P. Goldschmidt-Lehmann (1930–2002), deutsch-britisch-israelische Bibliothekarin

### S
- Samuel Lehmann (1808–1896), Schweizer Politiker und Militärarzt
- Sandra Lehmann (* 1983), deutsche Schauspielerin und Moderatorin
- Sandy Lehmann-Haupt (1942–2001), US-amerikanischer Tonkünstler
- Sascha Lehmann (* 1998), Schweizer Sportkletterer
- Schmeling Lehmann (* 1936), deutscher Jazzmusiker
- Sebastian Lehmann (Autor) (* 1982), deutscher Schriftsteller und Kleinkünstler
- Sebastian Lehmann (Eishockeyspieler) (* 1985), deutscher Eishockeyspieler
- Sebastian Lehmann-Himmel (* 1971), deutscher Philologe und Regionalhistoriker
- Sibylle Lehmann-Hasemeyer (* 1977), deutsche Historikerin
- Siegfried Lehmann (Kaufmann) (1884–1943), deutscher Kaufmann, Namensgeber der Siegfried-Lehmann-Stiftung
- Siegfried Lehmann (Pädagoge) (1892–1958), deutsch-israelischer Arzt und Pädagoge
- Siegfried Lehmann (Politiker) (* 1955), deutscher Politiker (Bündnis 90/Die Grünen)
- Silvio Lehmann (1945–2025), österreichischer Soziologe, Historiker und politischer Aktivist
- Sofie Lehmann-Fausel (1906–nach 1987), deutsche Malerin und Schriftstellerin
- Sonja Lehmann (* 1979), deutsche Hockeyspielerin
- Stefan Lehmann (* 1951), deutscher Klassischer Archäologe
- Stefan Lehmann (Leichtathlet) (* 1951), deutscher Leichtathlet in der Disziplin Gehen
- Stefan Lehmann (Versicherungsmanager) (* 1972), deutscher Versicherungsmanager
- Steffen Lehmann (Architekt) (* 1963), deutscher Architekt und Hochschullehrer
- Steffen Lehmann (Schauspieler) (* 1976), deutscher Schauspieler und Hörspielsprecher
- Steffi Lehmann (Sängerin) (* 1984), deutsche Sängerin (Sopran)
- Steffi Lehmann (Volleyballspielerin) (* 1984), deutsche Volleyballspielerin
- Stephan Lehmann (Moderator) (* 1962), deutscher Hörfunkmoderator
- Stephan Lehmann (Fussballspieler) (* 1963), Schweizer Fußballspieler
- Susanne Lehmann, Geburtsname von Susanne Binas-Preisendörfer (* 1964), deutsche Musik- und Kulturwissenschaftlerin, Hochschullehrerin, Kulturberaterin und Musikerin
- Sven Lehmann (Schauspieler) (1965–2013), deutscher Schauspieler
- Sven Lehmann (Politiker) (* 1979), deutscher Politiker (Bündnis 90/Die Grünen)
- Sven Lehmann (Fussballspieler) (* 1991), Schweizer Fußballspieler
- Sylvia Lehmann (* 1954), deutsche Politikerin (SPD)

### T
- Tanja Lehmann (* 1989), Schweizer Schauspielerin und Tänzerin
- Thea Lehmann, deutsche Krimiautorin
- Theo Lehmann (Pfarrer) (Theodor Lehmann; * 1934), deutscher Pfarrer und Autor
- Theodor Lehmann (Politiker) (1824–1862), deutscher Politiker
- Theodor Lehmann (* 1934), deutscher Pfarrer und Autor, siehe Theo Lehmann (Pfarrer)
- Theodor Johannes Lehmann (1920–1991), deutscher Ingenieurwissenschaftler für Mechanik
- Theodosius Lehmann (1641–1696), deutscher Hofbeamter
- Tim Lehmann (* 1999), deutscher Webvideoproduzent
- Tobias J. Lehmann (* 1966), deutscher Schauspieler und Theaterregisseur
- Thomas Lehmann (* 1967), deutscher Schauspieler
- Tom Lehmann (Spieleautor), US-amerikanischer Spieleautor
- Tom Lehmann (Ruderer) (* 1987), deutscher Ruderer
- Trude Lehmann (1892–1987), deutsche Schauspielerin

### U
- Udo Lehmann (Wasserballspieler) (1943–2007), deutscher Wasserballspieler und -manager
- Udo Lehmann (Theologe) (* 1966), deutscher Theologe
- Udo Lehmann (Bobfahrer) (* 1973), deutscher Bobfahrer
- Ulf Lehmann (Slawist) (1933–1992), deutscher Slawist
- Ulf Lehmann (* 1958), deutscher Regattasegler
- Ulla Lehmann (* 1978), deutsche Filmproduzentin
- Ulrich Lehmann (Paläontologe) (1916–2003), deutscher Paläontologe
- Ulrich Lehmann (Violinist) (1928–2009), Schweizer Violinist und Musikpädagoge
- Ulrich Lehmann (Reiter) (* 1944), Schweizer Dressurreiter
- Ulrike Lehmann (* 1982), deutsche Shorttrackerin
- Ulrike Lehmann-Wandschneider (* 1980), deutsche Juristin und Richterin
- Urs Lehmann (Künstler) (1966–2017), Schweizer Künstler
- Urs Lehmann (* 1969), Schweizer Skirennläufer
- Ursula Lehmann-Brockhaus (1934–2019), deutsche Kunsthistorikerin
- Ute Lehmann (Turnerin) (1941–1994), deutsche rhythmische Sportgymnastin
- Ute Lehmann (Keramikerin) (1960–2015), österreichische Keramikerin und Grafikerin
- Uwe Lehmann-Brauns (* 1938), deutscher Politiker (CDU)

### V
- Volkmar Lehmann (* 1943), deutscher Slawist
- Vreni Lehmann (* ca. 1949), Schweizer Tischtennisspielerin

### W
- Walter Lehmann (Altamerikanist) (1878–1939), deutscher Altamerikanist
- Walter Lehmann (Mediziner) (1888–1960), deutscher Mediziner
- Walter Lehmann (Filmproduzent) (1890–1967), deutscher Filmproduktionsleiter
- Walter Lehmann (Turner) (1919–2017), Schweizer Turner
- Walter Lehmann, Pseudonym von Gwen Harwood (1920–1995), australische Dichterin und Librettistin
- Walter Maximilian Lehmann (1880–1959), deutscher Paläontologe
- Walther Lehmann (1933–2006), dänischer Cartoonist und Animator
- Werner Lehmann (Widerstandskämpfer) (1904–1941), deutscher Seemann, Parteifunktionär (KPD) und Widerstandskämpfer
- Werner Lehmann (Jurist), deutscher Jurist
- Werner Lehmann (Architekt) (* 1924), deutscher Architekt
- Werner Lehmann (Mediziner) (1930–2015), deutscher Neurologe und Hochschullehrer
- Werner Lehmann (Schriftsteller) (1933–2011), deutscher Schriftsteller
- Werner Lehmann (Künstler) (* 1949), deutscher Maler, Plastiker und Kunstpädagoge
- Werner Lehmann-Sinapius (1928–2022), deutscher Maler, siehe Werner Sinapius
- Werner R. Lehmann (1922–1999), deutscher Schriftsteller, Literaturkritiker und Übersetzer
- Wilhelm Lehmann (1800–1863), deutscher Astronom, siehe Jacob Heinrich Wilhelm Lehmann
- Wilhelm Lehmann (Stadtgründer) (1840–1886), deutscher Kolonist und Stadtgründer in Argentinien
- Wilhelm Lehmann (Widerstandskämpfer) (1869–1943), deutscher Widerstandskämpfer
- Wilhelm Lehmann (1882–1968), deutscher Schriftsteller
- Wilhelm Lehmann-Leonhard (1877–1954), deutscher Maler
- Wilhelm Lehmann-Oliva (1908–nach 1963), deutscher Ingenieur
- Wilhelm Ludwig Lehmann (1861–1932), Schweizer Maler
- Wilhelm Othmar Lehmann (1884–1974), Schweizer Holzschnitzer
- Willi Lehmann (1904–1981), Schweizer Zeichner und Lithograf
- Willy Lehmann (1884–1942), deutscher Beamter und sowjetischer Spion
- Willy Lehmann (Gewerkschafter), deutscher Gewerkschafter und Politiker, MdV
- Willy Lehmann (Rennfahrer), deutscher Automobilrennfahrer
- Willy Lehmann-Schramm (Ludwig Willy Lehmann-Schramm; 1866–nach 1913), deutscher Maler und Illustrator
- Winfred P. Lehmann (1916–2007), US-amerikanischer Linguist
- Wolf-Dieter Lehmann (* 1948), deutscher Chemiker
- Wolfgang Lehmann (Mediziner, 1905) (1905–1980), deutscher Mediziner und Anthropologe
- Wolfgang Lehmann (Fußballspieler) (1948–1996), deutscher Fußballspieler
- Wolfgang Lehmann (Leichtathlet) (* 1962), deutscher Ultralangstreckenläufer
- Wolfgang Lehmann (Mediziner, 1972) (* 1972), deutscher Chirurg
- Wolfgang KE Lehmann (* 1950), deutscher Maler, Grafiker und Plastiker

### Z
- Zander Lehmann (* 1987), US-amerikanischer Fernsehproduzent und Drehbuchautor.